# Sopot (Pirot)
Pour les articles homonymes, voir Sopot (homonymie).
Sopot (en serbe cyrillique : Сопот) est un village de Serbie situé dans la municipalité de Pirot, district de Pirot. Au recensement de 2011, il comptait 261 habitants.

## Démographie
| 1948  | 1953  | 1961 | 1971 | 1981 | 1991 | 2002 | 2011 |
| ----- | ----- | ---- | ---- | ---- | ---- | ---- | ---- |
| 1 103 | 1 083 | 945  | 764  | 779  | 503  | 367  | 261  |

|  |